# Мы есть. Мы рядом
«Мы есть. Мы рядом» (укр. Ми є. Ми поруч; англ. We Are Here. We Are Close) — первый украиноязычный фильм режиссёра и сценариста Романа Балаяна с Ахтемом Сеитаблаевым и Екатериной Молчановой в главных ролях.
Премьера фильма состоялась 24 августа 2020 года на киевском международном кинофестивале «Молодость». В украинский прокат фильм вышел 8 июля 2021 года.

## Сюжет
Главный герой — Алексей, хирург, теряющий крёстного сына во время операции. Врач корит себя из-за смерти мальчика, поэтому он покидает работу и бродит по городу, не имея возможности уйти от мыслей о трагедии. Когда мужчина выезжает в тихое место, с которым связаны особые для него воспоминания, он внезапно встречает Марианну, которая голой выходит из воды. Её загадочность привлекает внимание героя, он даже пытается помочь незнакомке, открывая в себе желание оберегать человека, которого он совершенно не знает.

## В ролях
- Ахтем Сеитаблаев — Алексей
- Екатерина Молчанова[укр.] — Марианна (Мария-Анна)
- Маричка Миколайчук — Ирина Сергеевна, женщина с клеткой
- Мария Петренко — мать крестника
- Сергей Тримбач — главный врач
- Миша Черняков
- Олег Дидык
- Юлия Врублевская[укр.]
- Владислава Буткова
- Николай Кривенко
- Любовь Веселова
- Максим Ролик
- Максим Волынец
- Владлен Одуденко[укр.]
- Арсений Черненко
- Руслан Викторов
- Алла Соколова
- Станислав Лозовский
- Евгений Лесничий[укр.]
- Евгений Поляков
- Роман Коржук

## Съёмочная группа
- Режиссер: Роман Балаян
- Сценарист: Роман Балаян
- Оператор: Юрий Король
- Монтажёр/редактор: Сергей Клепач
- Продюсер: Иванна Дядюра
- Художник: Владлен Одуденко[укр.]
- Кастинг-директор: Ольга Клименко

## Награды и номинации
| Список наград и номинаций | Список наград и номинаций                   | Список наград и номинаций | Список наград и номинаций | Список наград и номинаций | Список наград и номинаций |
| Год                       | Кинофестиваль / Кинопремия                  | Категория                 | Номинант(ы)               | Результат                 |                           |
| ------------------------- | ------------------------------------------- | ------------------------- | ------------------------- | ------------------------- | ------------------------- |
| 2020                      | Варшавский международный кинофестиваль      | Гран-при за лучший фильм  | «Мы есть. Мы рядом»       | Номинация                 |                           |
| 2020                      | Национальная премия кинокритиков «Киноколо» | Лучший актёр              | Ахтем Сеитаблаев          | Номинация                 |                           |
| 2023                      | Золотая дзига                               | Лучшая женская роль       | Екатерина Молчанова       | Номинация                 |                           |